# Dicosmoecus palatus
Dicosmoecus palatus är en nattsländeart som först beskrevs av Mclachlan 1872.  Dicosmoecus palatus ingår i släktet Dicosmoecus och familjen husmasknattsländor. Inga underarter finns listade i Catalogue of Life.